# قرخمازقلعه

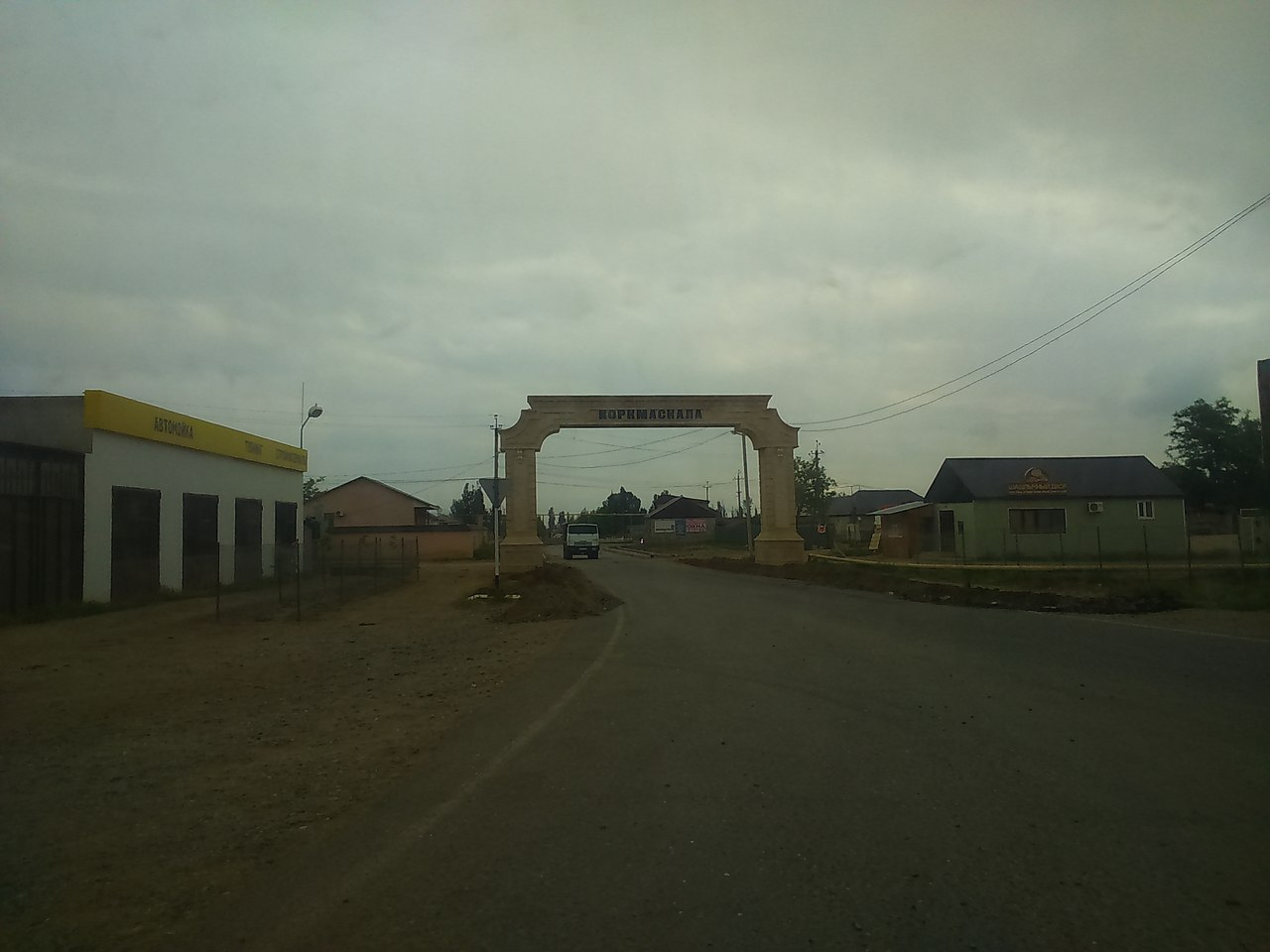

قرخمازقلعه یا کورکماسکالا (به روسی: Коркмаскала، کومیکی: Торкъали) یک منطقه روستایی و مرکز اداری ناحیه کومترکالینسکی جمهوری داغستان روسیه است. 
طبق سرشماری سال ۲۰۱۲ جمعیت قرخمازقلعه ۷۷۲۲ بوده‌است.